# Krivina (distrikt i Bulgarien, Ruse)
Krivina (bulgariska: Кривина) är ett distrikt i Bulgarien.   Det ligger i kommunen Obsjtina Tsenovo och regionen Ruse, i den centrala delen av landet, 210 km nordost om huvudstaden Sofia.
Trakten runt Krivina består till största delen av jordbruksmark. Runt Krivina är det ganska glesbefolkat, med 24 invånare per kvadratkilometer.